# Seriewikin
Seriewikin är ett svenskspråkigt, fritt tillgängligt wiki-uppslagsverk om tecknade serier. Den startades sommaren 2005 av Mikke Schirén, förlagschef för Komika Förlag. Den ägs och drivs av Seriefrämjandet under licensen Creative Commons Erkännande-Dela lika (gäller endast texterna). Seriewikin är Sveriges största uppslagsverk om tecknade serier.

## Historik

### Starten
Seriewikin startades sommaren 2005, delvis inspirerad av Wikipedia och seriebaserade wikier på andra språk (på danska Comicwiki). Den lanserades lagom till Bok & Bibliotek-mässan i september, till att börja med under namnet Seriefrämjandets Seriewiki.
Initiativtagare till projektet var serieförläggaren Mikke Schirén, och till att börja med ansvarade han och Ola Hellsten (seriebibliotekarie) och David Haglund (nyhetsskribent hos Seriefrämjandet) för utbyggnaden. Dessa tre, tillsammans med Andreas Eriksson och översättaren/redaktören Göran Semb, skrev den inledande stommen på nästan 3 500 uppslagsord.

### Utveckling
Redan vid årsskiftet 2005/2006 hade mängden artiklar nått 5 000. Den snabba utbyggnaden och stora mängden artiklar gjorde då Seriewikin till en av de ledande uppslagsverken om tecknade serier (se fler exempel här). Därefter har de olika bidragsgivarna ökat på artikelantalet med snitt 1 000 artiklar om året.

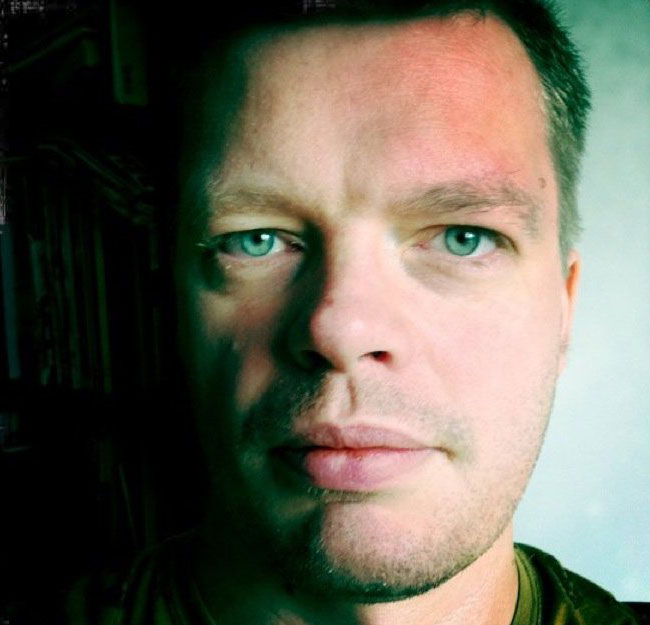
Seriewikin startades sommaren 2005 av Mikke Schirén.

Den allra största delen av Seriewikins artiklar är korta och saknar källangivelser. Å andra sidan kan bidrag på Seriewikin numera endast göras av registrerade användare. 5 maj 2016 var 11 620 av de då totalt 17 067 artiklarna klassificerade som "stubbar" (definierat som "mycket korta artiklar i behov av mer information").
I juli 2011 hade Seriewikin över 15 000 artiklar,, och i november 2013 hade detta antal utökats till drygt 16 000. I början av Seriewikins verksamhet skapades en stor mängd artiklar på kort tid, och successivt har mängden nya artiklar skett alltmer glest, något som delvis kan förklaras av Seriewikins inriktning på ett begränsat ämnesområde. Under 2010-talet har den årliga mängden nya artiklar minskat från cirka 1 000 till runt 500.
Artiklarna byggs dock löpande på, och våren 2016 skedde dagligen i snitt ett 20-tal redigeringar i artiklar, diskussionssidor och övriga projektsidor. Detta kan jämföras med den danskspråkiga motsvarigheten Comicwiki, som vid samma tid hade ungefär dubbla mängden dagliga redigeringar. Comicwiki hade då totalt drygt 16 700 artiklar.

### Antal artiklar
- December 2005 – 5 000[10]
- Januari 2007 – 10 000[11]
- Tidigt 2008 – >12 000[12]
- 2008 – 13 000[13]
- Tidigt 2010 – <14 000[14]
- Juni 2011 – >15 000
- November 2013 – >16 000
- Maj 2016 – >17 000

## Innehåll
Seriewikins har inga gränser för innehållet, så länge det är serierelaterat. På det sättet skiljer man sig från bland annat svenskspråkiga Wikipedia, som har relevanskriterier för vilka artiklar som kan platsa i olika ämnen. Medan (svenskspråkiga) Wikipedia vill att alla artiklarna (genom källbeläggning) ska kunna visa på sin relevans, finns inget motsvarande krav på Seriewikin. Därför publiceras även artiklar om serieskapare och seriepublikationer på amatörnivå, vilka inte uppmärksammats av andra medier.
Vid sidan av artiklarna om serier finns bland annat en "Huvudsida" av samma slag som på svenskspråkiga Wikipedia. Där presenteras bland annat Månadens artikel, Månadens samarbete och en kalender med kommande och pågående evenemang i serievärlden.

### Besök
Under 2014 hade Seriewikin drygt 216 000 unika besökare (och totalt 648 000 sidvisningar). Detta motsvarade 84 procent av det sammanlagda antalet besökare på Seriefrämjandets olika webbplatser. Motsvarande siffra föregående år var drygt 201 000 (även då 84 procent av SeF-totalen). 2012 var mängden unika besökare på Seriewikin cirka 20 000 per månad.

### Utbyte
Ett visst utbyte (i båda riktningar) sker med svenskspråkiga Wikipedia. Båda projekten baseras på MediaWiki och publicerar sina texter under fri licens. Därför kan texterna lätt kopieras från det ena projektet till det andra. På både Seriewikin och Wikipedia finns färdiga källmallar för ange att text hämtats från det andra projektet.
Till skillnad mot svenskspråkiga Wikipedia är de flesta illustrationerna på Seriewikin upphovsrättsskyddade, och man använder flitigt upphovsrättsskyddat material med angivande av copyright. Administratörerna på Seriewikin menar att Seriewikin (vars servrar till skillnad från Wikipedia ligger i Sverige), behöver följa svensk lagstiftning och därför måste be om tillstånd från fotografen inför varje bildpublicering.
Emellanåt görs internlänkning i texten till svenskspråkiga Wikipedia-artiklar i andra ämnen.